# Hindås
Hindås is een plaats in de gemeente Härryda in het landschap Västergötland en de provincie Västra Götalands län in Zweden. De plaats heeft 2064 inwoners (2005) en een oppervlakte van 289 hectare.

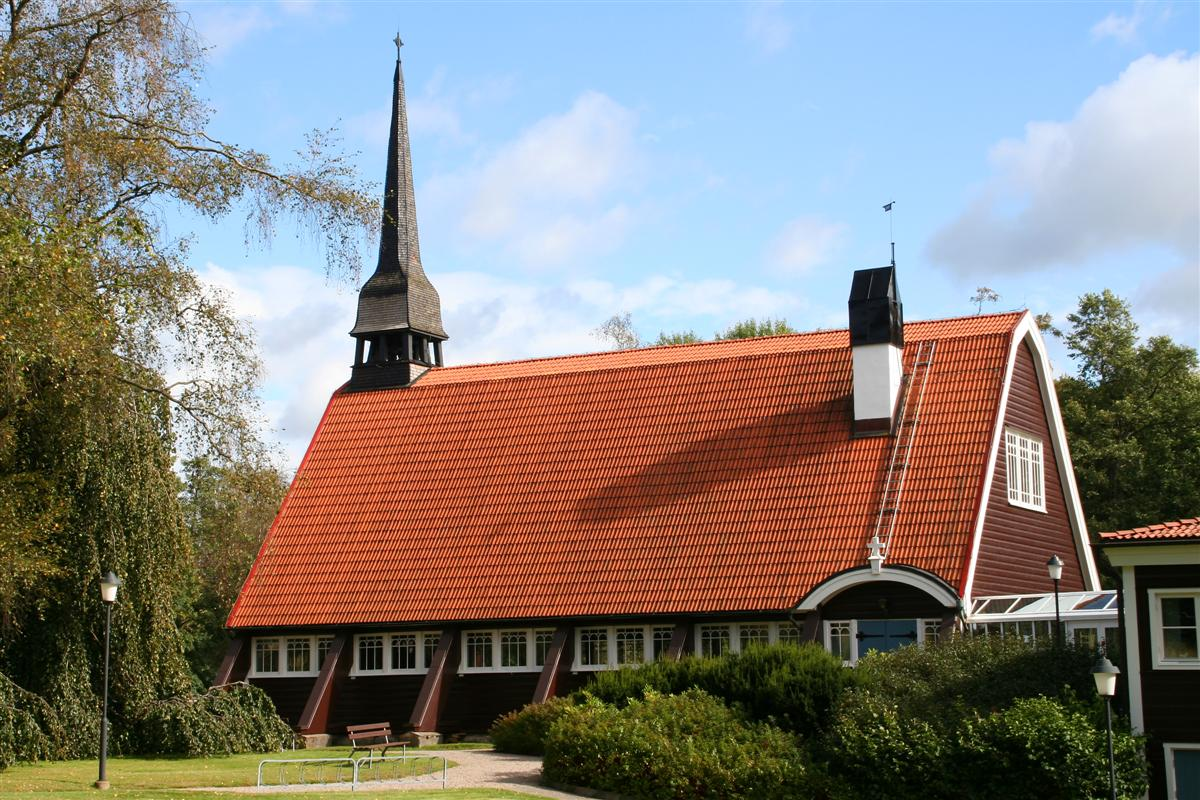
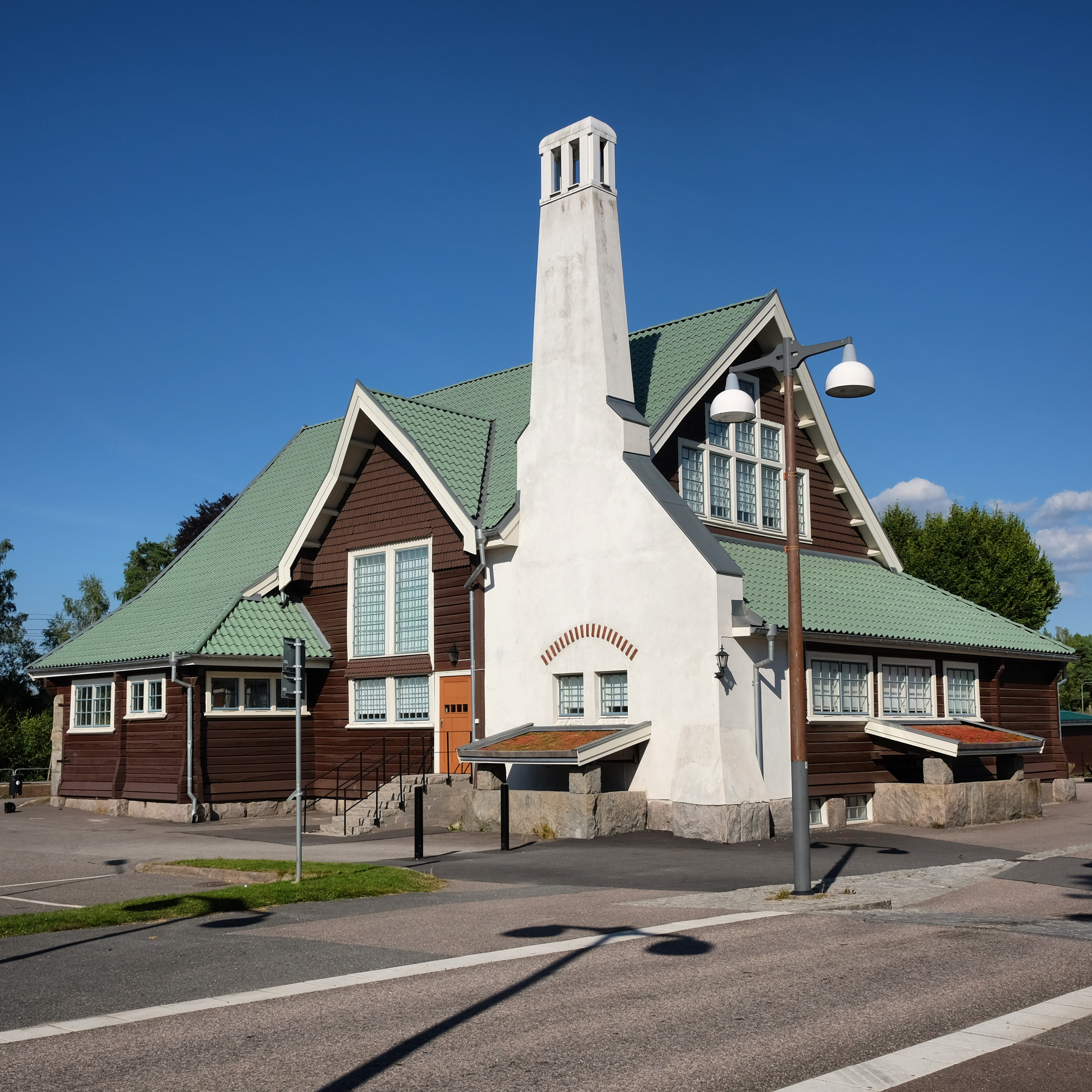

## Bekende inwoners
In Hindås woonde tussen 1930 zijn dood in 1935 de uit Duitsland uitgeweken schrijver Kurt Tucholsky.

## Voetnoten
1. ↑  (sv)  Tätort (17-02-2006). Zweeds Bureau voor Statistiek. Tätorter 2005. Bezocht op 13 april 2009.
2. ↑  Keikes, André, Schrijversbiotopen: Kurt Tucholsky in Zweden. Tzum (7 augustus 2025). Geraadpleegd op 13 augustus 2025.